# Schwefelkäfer
Der Schwefelkäfer (Cteniopus sulphureus, Syn.: Cteniopus flavus) ist ein Käfer der Unterfamilie der Pflanzenkäfer (Alleculinae) innerhalb der Familie der Schwarzkäfer (Tenebrionidae).

## Merkmale
Die Käfer werden sieben bis neun Millimeter lang und haben eine auffallend schwefelgelbe Färbung, lediglich die Fühler und deren Endglieder sind dunkler. Die Art ist variabel, so kommen Exemplare mit fast schwarzen Fühlern oder Tastern, braunem Kopf oder Hinterleibsende, schwarzem Kopf oder Halsschild oder graubraunen Flügeldecken vor. Der Kopf ist länglich und der Halsschild nur wenig breiter als lang. Der Körper ist fein behaart.

## Vorkommen
Sie kommen in ganz Mitteleuropa, östlich bis Sibirien vor. Gegen Norden hin wird die Art seltener. In Deutschland z. B. sind sie in Schleswig-Holstein nicht zu finden.

## Lebensweise
Die Käfer sind wärmeliebend und sitzen gerne auf Pflanzen aus der Familie der Doldenblütler (Apiaceae), wo sie sich von Pollen ernähren. Die Imagines können von Mai bis August angetroffen werden. Die Larven leben meist in sandigen Böden und fressen Wurzeln.

## Belege